# Koninklijke Aartsbroederschap van Onze-Lieve-Heer Jezus van Medinacelli
De Koninklijke Aartsbroederschap van Onze-Lieve-Heer Jezus van Medinacelli is een katholieke Koninklijke Aartsbroederschap gehuisvest in Madrid, zij bevorderen de devotie tot OLH Jezus Medinacelli. Haar volledige naam luidt Archicofradía Primaria de la Real e Ilustre Esclavitud de Nuestro Padre Jesús Nazareno.

## Geschiedenis
Het beroemde devotiebeeld dateert uit de 17de eeuw, het is gesneden door Sevillaans meester.
De voorstelling van Ecce Homo kent in Andalusië een grote verering, vandaar de beeltenis van de geboeide christus. Het beeld heeft reeds verschillende mirakels verricht en kent dan ook in heel Madrid een grote devotie. Op 16 maart 1710 werd episcopale goedkeuring verleent voor het oprichten van een broederschap van koninklijke en Luisterrijke Slavernij van Dienaars. Sinds de 19de eeuw is de Spaanse koning Hoofdman-beschermheer van deze "slavernij".
De Hoofdman is sinds eeuwen het Hoofd van het Hertogelijk huis van Medinacelli.
Jaarlijks komt een lid van de Koninklijke familie naar de basiliek om het beeld te vereren met een kus op de voeten. Dit gebeurt al sinds Koning Ferdinand VIII, die een grote devotie had voor het beeld. Het beeld heeft verschillende tunieken, met fijn goud geborduurd die werden geschonken als devotionalia.
op 25 mei 1928 werd de broederschap na goedkeuring tot Aartsbroederschap verheven na pontificale bul van Paus Pius XI.

## Activiteiten
Tijdens de semana santa in Madrid doet de broederschap plechtig boete, waarbij het beeld in processie wordt rondgedragen. Iedere man die ouder is dan 7 jaar kan volgens de canoniekrechtelijke statuten vragen om toe te treden tot de koninklijke en luisterrijke Slavernij. Deze broederschap is dan ook een van de grootste van Spanje.